# Dornhausen
Dornhausen est une ancienne commune de Bavière (Allemagne), située dans l'arrondissement de Weißenburg-Gunzenhausen, dans le district de Moyenne-Franconie, qui a été rattachée à la commune de Theilenhofen le 1er mai 1978.